# زبان سیلزیایی
زبان سیلزیایی یا سیلزیایی علیا (به سیلزیایی: Ślůnsko godka به لهستانی: Język śląski) زبان اقلیت سیلزی، از خانواده‌ٔ زبان‌های اسلاوی است. این زبان توسط مردم سیلزی علیا در لهستان صحبت می‌شود، اما در جمهوری چک و آلمان نیز گویشورانی دارد. بر اساس آمار سال ۲۰۰۲ در حدود ۵۶٬۰۰۰ سیلزیایی به زبان بومی خویش سخن می‌گویند، اما طبق آمار غیررسمی تعداد گویشوران در حدود ۱٬۲۵۰٬۰۰۰ نفر برآورد می‌شود. زبان سیلزیایی پیوند نزدیکی با زبان لهستانی دارد، تا جایی که برخی زبان‌شناسان آن را به عنوان گویشی از زبان لهستانی به شمار می‌آورند.

## الفبا
الفبای سیلزیایی به طور خاص وجود ندارد. گویشوران سیلزیایی برای نوشتن زبان خود از نویسه‌های زبان لهستانی استفاده می‌کردند. در سال ۲۰۰۶، الفبای جدید سیلزیایی مبنی بر همه نویسه‌های سیلزیایی ابداع شد. این الفبا به طور گسترده بر روی شبکه جهانی اینترنت و نیز ویکی‌پدیای سیلزیایی به کار می‌رود. الفبای سیلزیایی از این قرار است:
Aa Bb Cc Ćć Čč Dd Ee Ff Gg Hh Ii Jj Kk Ll Mm Nn Ńń Oo Pp Rr Řř Ss Śś Šš Tt Uu Ůů Ww Yy Zz Źź Žž
و چند دونویسه شامل:
Ch Dz Dź Dž